# Skerryvore
Skerryvore (de l'écossais An Sgeir Mhòr signifiant gros rocher) est un îlot rocheux (récif) isolé et situé au large de la côte ouest de l'Écosse, à 19 km au sud-ouest de l'île de Tiree.

## Géologie
À l'époque préhistorique, les roches qui forment aujourd'hui Skerryvore étaient couvertes par les calottes de glace qui s'étendaient de l'Écosse dans l'océan Atlantique au-delà des Hébrides extérieures.  Après la dernière glaciation il y a environ 20 000 ans, le niveau de la mer était jusqu'à 120 m plus bas qu'aujourd'hui. Bien que l'élévation isostatique de la terre fasse de l'estimation des côtes postglaciaires une tâche complexe, il est probable que le récif se trouvait à l'extrémité sud-ouest d'une grande île composée des îles modernes de Tiree et de Coll et des terres voisines. 
L'élévation constante du niveau de la mer aurait alors lentement isolé et finalement tout a submergé les bancs de Skerryvore, une barrière d'innombrables restes métamorphiques qui s'étendent sur 13 kilomètres au sud-ouest. Un sondage détaillé entrepris en 1834 a répertorié plus de 130 roches principales dont Am Bonn Sligheach (Boinshley) (en gaélique écossais : The Deceitful Bottom) et Am Bogha Ruadh (edn gaélique écossais : The Red Submerged Rock). Les roches ont été rendues lisses par l'action des vagues et sont constamment affectées par cette pulvérisation.
Il s'agit d'un avant-poste isolé de l'archipel des Hébrides intérieures composé de gneiss Lewisien, formé dans l'éon précambrien, ces roches étant parmi les roches les plus anciennes en Europe. Un danger supplémentaire pour la navigation est une anomalie magnétique dans cette région. 

## Littérature
L'écrivain écossais Robert Louis Stevenson, neveu d'Alan Stevenson qui construisit le phare, évoque ce rocher dans son roman Enlevé!. 
Dans ce roman, Alan Berck, afin d'écarter des soupçons légitimes sur la mort du "Renard Rouge", relate au héros David Balfour une légende dite de "l'Homme et des bonnes gens (les fées) " qui a lieu sur le rocher de Skerryvore où  les fées "avaient l'habitude de s'arrêter et de prendre quelque repos pendant la traversée en Irlande"

## Phare
C'est également le nom donné au phare qui s'y dresse, difficilement bâti entre 1838 et 1844 par l'ingénieur Alan Stevenson. Avec ses 48 mètres, il est le phare le plus haut d'Écosse. La première station de signalisation  était à Hynish sur Tiree (qui abrite maintenant le musée de phare de Skerryvore). Les opérations de signalisation ont été transférées plus tard à Erraid, à l'ouest de Mull. L'éloignement de l'emplacement a conduit les gardiens à recevoir des primes supplémentaires en nature. La lumière a brillé sans interruption depuis 1844, avec une période de fermeture de 5 ans en 1954. Le phare a été automatisé en 1994.]